# Поремећаји мишљења по садржају
Поремећаји мишљења по садржају карактерише реалност, констелација, детерминација, критичност и увиђавност. Реалност мишљења подразумева оперисање објективним предметима, појавама и њиховим међусобним односима, у контексту опште познатих и признатих својства; нормална констелација мисаоног садржаја, садржи у оквиру реалности субјективне, интелектуалне и афективне побуде. Док с друге стране код патолошко сложене мисаоне констелације, идеациони садржаји су круто афективно поларизовани, везани су за суманутост или су неповезани и безсмислени; детерминација мисаоног садржаја подразумева очуваност циљне представе која мисаоном току даје јасан смисао у погледу садржаја; критичност дозвољава кориговање и оповргавање сопствених ставова, уколико за то постоје ваљани докази; Увиђавност представља могућност схватања сопственог стања, у оквиру општих критеријума.
Поремећаје мишљења можемо поделити према форми и садржају.

## Поремећаји мишљења по садржају могу бити:

### Прецењене идеје
Прецењене идеје (преокупације) карактеришу се тиме што се субјект стално задржава на једном проблему (теми). Таква заокуљеност несврсисходно троши емоционалну енергију појединца и одређује правац његовог деловања. Нпр. психијатар који верује да је психијатрија најважнија област медицине и да све болести имају порекло у психи; подређивање укупних активности ставу да је еколошко загађење енормно велико, и дистанцирање од неразумно великог броја предмета или прехрамбених артикла који су "загађени", и промена начина живота у вези с тим; Секташ који је убеђења да је само његова вера вредна праћења, а да сви остали се налазе у тешкој заблуди и да је његова дужност да их на сваком кораку позива на покајање и обраћање у његову веру; Ватрени противник пушења спреман да у свакој прилици бесомучно критикује пушаче, упозоравајући их на све штете дувана по њихово здравље и на непримереност те навике; Антиалкохоличар који позива на лечење сваког ко макар и омирише акохолно пиће; Вегетаријанац који изражава отворено гађење пред свима чим угледа неку намерницу животињског порекла, наручито месо.

### Присилне идеје
Присилне идеје или опсесивне мисли се карактеришу својом наметнутошћу и поред активног настојања особе да их отклони. Особа сама увиђа бесмисленост и баналност такве мисли, која је за њу непријатна и мучна. За разлику од прецењених и суманутих идеја за које се особа залаже, овде се болесник ангажује против њих, углавном безуспешно, с обзиром да такви покушају доводе до појачавања анксиозности. Прм. Пацијенткиња, привржена мајка, којој се намеће мисао да ће ножем пробости своје дете, које неизмерно воли, при чему схвата ирационалност ове идеје и улаже напор да се ње ослободи. Опсесије су карактеристичне за опсесивно-компулзивну неурозу, али их можемо видети и код схизофрених пацијената. Треба разликовати присилне, опсесивне мисли од фасцинација, које су пријатног садржаја.

### Сумануте идеје (суманутости)
Сумануте идеје (суманутост) представљају недискутабилна веровања, настала на болесној основи, без покрића у стварним чињеницама. Болесник се понаша сходно својим закључцима и за њих се активно залаже. Она се не могу исправити позивањем на разум особе која их има и која нису у складу са васпитањем и средином у којој живи особа са таквим веровањима. Сумануте идеје могу бити синтимне и кататимне.
Синтимне су секундарне, изведене из примарно патолошки измењеног афекта: депресивно расположење праћено је често идејама пропасти, осиромашења и кривице, а манија иде уз идеје величине, високог порекла, богатства итд.
Кататимне суманутости нису у вези са афективним стањем болесника као на пример код идеје прогањања.
Зависно од врсте садржаја, постоје више врста суманутих идеја.
Према структури запажамо две варијанте суманутих идеја: 
- Високо систематизоване, логичне, неподложне корекцији код којих су искључиво због погрешне полазне мисли, финални закључци патолошки (параноидна суманутост).

- Заједница са закључцима, евидентно алогичне, апсурдне, али је тераписка корекција у некој мери могућа (параноидна структура).

Сумануте идеје су скору увек знак озбиљног душевног обољења (психозе).

#### Варијације суманутих идеја:

##### Сумануте идеје прогањања
Болесник има утисак континуираног праћења, прислушкивања, прогоњености од стране блиских, познатих или непознатих лица и група људи, одређених организација или државних институтуција. Он има доживљај озбиљне животне угрожености. Прогонитељи се служе најразноврснијим средствима да би остварили свој циљ (свемирске зраке, електричну струју, парапсихолошке способности, невидива зрачења, телевизијски екран, интернет и сл.). Пацијент у вези с тим покреће низ активности у смеру заштите свог живота (сам спрема своју храну, избегавање одређених „сумњивих” контакта, рестрикција кретања и сл.). Даљом прогресијом болести, пацијент се понекад усмерава активној "самоодбрани", када (реактивно) постаје реална претња за „лица која га прогањају” (могућ је физички напад или хомоцидни акт усмерен према прогонитељима). Сумануте идеје прогањања су обично удружене са суманутостима величине. Карактеристичне су за параноидну схизофренију.

##### Сумануте идеје односа
Сумануте идеје односа карактерише повезивање свих доживљаја и појава у болесниковом окружењу са његовом личношћу. Болесник сматра да се управо њему нешто (углавном претеће и непријатно) спрема. Безазлени гест саговорника, кашљуцање пролазника на улици, смешак ТВ водитеља, јавни скупови, штампа, радио, позориште, филмске представе итд., ништа од тога није случајно, већ се управо њему нешто дискретно упућује, прети, алидира, упозорава и сл. Према субјективном осећају болесника, ти сигнали су некада и евидентни целокупној јавности. Недужном окружењу болесник неретко замера пасивну "солидарност" са прогониоцима - "сви ви то добро знате, као и ја, само се правите луди...". Стање прати континуирани пораст незадовољства, које воде предузимању мера опрезности, ишчекивања нечег непријатног и стаха. Ове идеје су такође познате и као интерпретативне. Карактеристичне су за параноидну схизофренију.

##### Сумануте идеје љубоморе
Болесник у одсуству било какве реалне основе, истражује, "доказује" неверства на психопатолошки начин. Болесник проверава мрља на доњем вешу, мирис и изглед полних органа, понекад постији повезивањем прељубе са члановима најуже породице итд. Болесник преклиње жену да му призна неверство (некада жена у очају призна да је преварила пацијента, иако то заправо није учинила, у нади да ће после "признања" престати психичка тортура), па ако то не супе онда јој он прети, туче је и сл. Могуће је и убиство сексуалног партнера на бази оваквих суманутих идеја. Карактеристичне су за параноидне психозе.

##### Сумануте идеје величине (експанзивне, грандоманске)
Доминирају идеје великог богатства, божје месије, краљевског порекла, пронализаштва (изумитељ машина које ће променити свет), пацијент тврди за себе да је познат, значајна историјска личност, има способност контроле времена, реформатор, крунски сведок који ће расветлити светску завери и сл. Овакви садржаји одређују и понашање пацијента. Карактеристичне су за манију, али их запажамо и код схизофрених пацијената.

##### Сумануте идеје пропасти
Пацијент сматра да је економски пропао, укућани ће помрети јер он породицу више не може да издржава, чак ће и цео свет следити његову судбину. Веровање да ће пацијента убрзо однети болст и сл. Понашање пацијента је у складу са датим веровањем. Карактеристичне су за депресију.

##### Сумануте идеје кривице и самооптуживања
Пацијент сматра да је одговоран и крив не само за своје стање, већ и за све грехове овог света (земљотрес у Јапану), прихвата одговорност и за догашаје у којима није учествовао (чак и за оно што се десило пре његовог рошења).

##### Хипохондријске сумануте идеје
Особа верује да болује од неке телесне болести, иако нема никаквих доказа који би тој тврдњи ишли у прилог. Ове идеје могу бити блажег интензитета, умерене, али и у екстремном облику (срце не ради, органи иструлевају и сл.). Карактеристичне су за депресију.

##### Еротоманске сумануте идеје
Болесник сматра да је прдмет сексуалног интересовања јавно познатих личности (из света естраде, политике, уметности...) с којим заправо никада у животу није ступио у контакт. Болесник прима мноштво дискретно скривених сигнала (кроз песму, осмех, мимику, гестове и сл.), на основу којих се особа само упушта у прихватање „понуђене“ понуде. Карактеристичне су за параноидне психозе.

##### Нихилистичке сумануте идеје
За болесника ништа више нема никакав смисао, живот, свет око њега. Болесник сматра да више ничег нема, његове породице (иако су објективно живи), других људи, укључујући и психијатра који је мртав, а и сам пацијен себе таквим доживљава. Карактеристичне су за депресију.

##### Сумануте идеје тровања
Утисак немарног, организованог тровања од стране других особа путем хране.

##### Религиозне сумануте идеје
Представљају некритични доживљај блиске везе са самим божанством, или је пацијенз "ту негде", уз преузимање посебних мисионарских и месеијских способности и обавеза.

#### Етиопатогенеза суманутости
Препознајемо четири механизма настанка суманутог синдрома.
1. Интерпретативни - пацијент нормално опажа предмете и појаве у свом окружењу, али погрешно тумачи њихово значење услед идеоафективног блока (у основи је емоционални поремећај)
2. Интуитивни - на основу интиитивног веровања у своје заблуде ствара се идеоафективни блок, а суманути садржаји се третирају као аксиоми, тј. нити се доказују, нити се доводе у питање.
3. Имагинативни - у основу којег је пројекција сопствених маштања у спољашњу стварност, уз потпуни губитак границе између субјективног и објективног света.
4. Халуцинаторни - несвесни потиснути садржај се доживљава као реално у форми халуцинација.